# Gázi Kászim pasa dzsámija
A pécsi Gázi Kászim pasa dzsámija, hivatalosan Gyertyaszentelő Boldogasszony-templom, hétköznapi nevén belvárosi templom (vagy egyszerűen csak „pécsi dzsámi”) a magyarországi török-iszlám építészet legmonumentálisabb alkotása, Pécs egyik jelképe, Európa legészakibb épségben maradt dzsámija, amely ma római katolikus templomként működik. Helyén eredetileg is keresztény templom állt, amelyet Gázi Kászim budai pasa építtetett át dzsámivá az 1560-as években. Eredeti mérete hosszában és szélességében száz lépés. Látogatható, szentmisét rendszeresen tartanak. Templomigazgatója Dr. Szép Attila plébános.

## Fekvése
A templom a város centrumában, a Széchenyi téren helyezkedik el, a tér legmagasabb pontján áll, mintegy uralva azt. A hatást fokozza, hogy az észak-déli tájolású térhez képest ferdén áll a Mekka felé tájolt épület.

## Története
Az 1939-ben végzett felújításkor tárták fel a 215-ben Sopianae-ben állomásozó Legio I Adiutrix oltárkövét, egy szobormaradványt és néhány római sírt is.

### Szent Bertalan-templom
A Szent Bertalan-templom építésének időpontja bizonytalan: legvalószínűbb, hogy Bertalan püspök kezdte el építeni a 13. század első felében, II. András király uralkodása idején. A Magyarországon ritkaságszámba menő elnevezést valószínűleg a keresztes hadjáratból visszatérő II. András királytól elnyert és itt elhelyezett Szent Bertalan-ereklye után kapta. A templom hajója ekkor 30 méter hosszú és 10 méter széles volt síkfödémmel. Torony nyomai nincsenek.
A 14. században a templomot kibővítették, a főhomlokzat délnyugati részére sarokpillérekkel megerősített saroktorony került. A szentély keleti irányban kb. 5 méterrel ki lett bővítve, összesen 37 méterre növelve a templom hosszát. A korábbi síkfödémet dongaboltozat váltotta fel.
A 15. század végén reneszánsz stílusban jelentősen kibővítették a templomot: a főhajó mellett pilléres rendszerrel két mellékhajót kapott, a szentély félköríves lett. Feltehetően ekkor épült meg a gyűjtő csontház is. Az épület ekkor kb. 40 méter hosszú és 20 méter széles volt, a székesegyház utáni második legnagyobb a városban.
Az 1543-as török bevonulás után a templomot egy ideig kettéosztva használták, a főhajót kettéosztó falazás nyomai a mai napig megmaradtak.

### A dzsámi a török korban
A 16. század második felében, feltehetően az 1560-as években (más források szerint már 1543 és 1546 között) a templomot lebontották, és a köveiből építették fel a jelenleg is álló dzsámit. A néphiedelem szerint nem csak a köveket adta a templom, hanem az építkezést a templomban álló kincsekből finanszírozták.
Az 1660-as években Evlija Cselebi, a neves török utazó is elragadtatással írt róla. Az elkészült török templom a város nagy dzsámija lett. A középső négyszögletes rész az, ami török kori, melyet nyolcszögletű dobon nyugvó kupola fed. A délkeleti, délnyugati és északkeleti homlokzaton egymás fölött két sorban 4-4, illetve 3-3 szamárhátíves ablak van. A dzsámi eredeti bejárata az északnyugati oldalon volt. Ezen az oldalon volt a lépcsőfeljárat is, mellyel a karzatra lehetett jutni – nők csak lefátyolozva, a karzaton tartózkodhattak. A dzsámi délnyugati oldalán a középkori templom alapfalaiba beépülve állt a minaret.
A templom belsejében, a megmaradt vakolatrészeken jól látható a török díszítés, a Korán-feliratok. A török szószék és a nők karzata sajnos az idők folyamán elpusztult, és nem teljesen hiteles az imafülke (mihráb) jelenlegi képe sem. A sekrestyék előtt álló két török mosdómedence (ma szenteltvíztartó) az egykor a templom mellett álló – azóta elpusztult – Gázi Kászim pasa fürdőjéből került ide.

### A dzsámi a török után
A török felszabadító harcokat a dzsámi aránylag szerencsésen átvészelte, csak a minaret egy része omlott le – ezt 1766-ban lebontották. A templom a jezsuita rend tulajdona lett. 1692-ben a templomban tette a város vezetősége a fogadalmat, hogy a városban csak katolikusok élhetnek (1704-ben emiatt a rácok betörtek a városba, a templomot is megrongálták). Kisebb ideiglenes módosítások után az első komolyabb átépítés 1702-ben volt, amikor keresztény templommá alakították át. Az északi részén kápolnát, tornyot, sekrestyét és kriptát, a déli részén portikuszos bejáratot építettek. Berendezései barokk ill. rokokó stílusúak voltak.
A következő jelentős átalakítás 1766–70-ben történt, Procopius jezsuita szerzetes tervezésével, a pécsi Frühweiss és Birisics családok anyagi támogatásával. Ekkor bontották le a minaretet, melynek helyére zömök torony épült. A jezsuita rendházat (Mai Nagy Lajos Gimnázium) meghosszabbították, és boltíves aluljáróval kötötték össze a templommal, melyet 1864-ben bontottak le. Szintén ekkor bontották el az északi főfalat, melyhez kupolát toldottak, ehhez pedig a kolostorboltozatos Alajos kápolna csatlakozott, míg nyugaton sekrestye kapott helyet. További módosítás volt, hogy a tér felé néző oldalon barokk stílusú előcsarnok épült – ez a 15 méter széles lépcsős feljáró 1939-ig állt. 1967-ben épült ki a templom alatti kriptarendszer.
1773-ban a jezsuita rendet feloszlatták. A templom a kincstár tulajdona lett, majd 1780-ban, a város autonómiájának elnyerésétől a város tulajdona lett. A korábbi orgonát a Havihegyi kápolnába vitték (mely a tűzvészben elpusztult), helyette új orgona került. A kupola festményeit Graits Endre készítette, a födémet felmagasították, és vörösréz lapokkal fedték le.
Az utolsó nagy átalakítást 1939-ben végezték Körmendy Nándor tervei alapján. Lebontották a barokk tornyot és a lépcsősort, helyére a félkör alakú északnyugati toldást építettek egy új Angster-orgonával. 8 évvel később Gebauer Ernő freskókat készített az épületrész falára. A kupolát 1956-ban firenzei típusú félgömbbé alakították át (mely az eredeti török állapotokhoz is jobban hasonlít).
Fűtésrendszere 2018 óta a pécsi távhőre van kötve.

## Képek

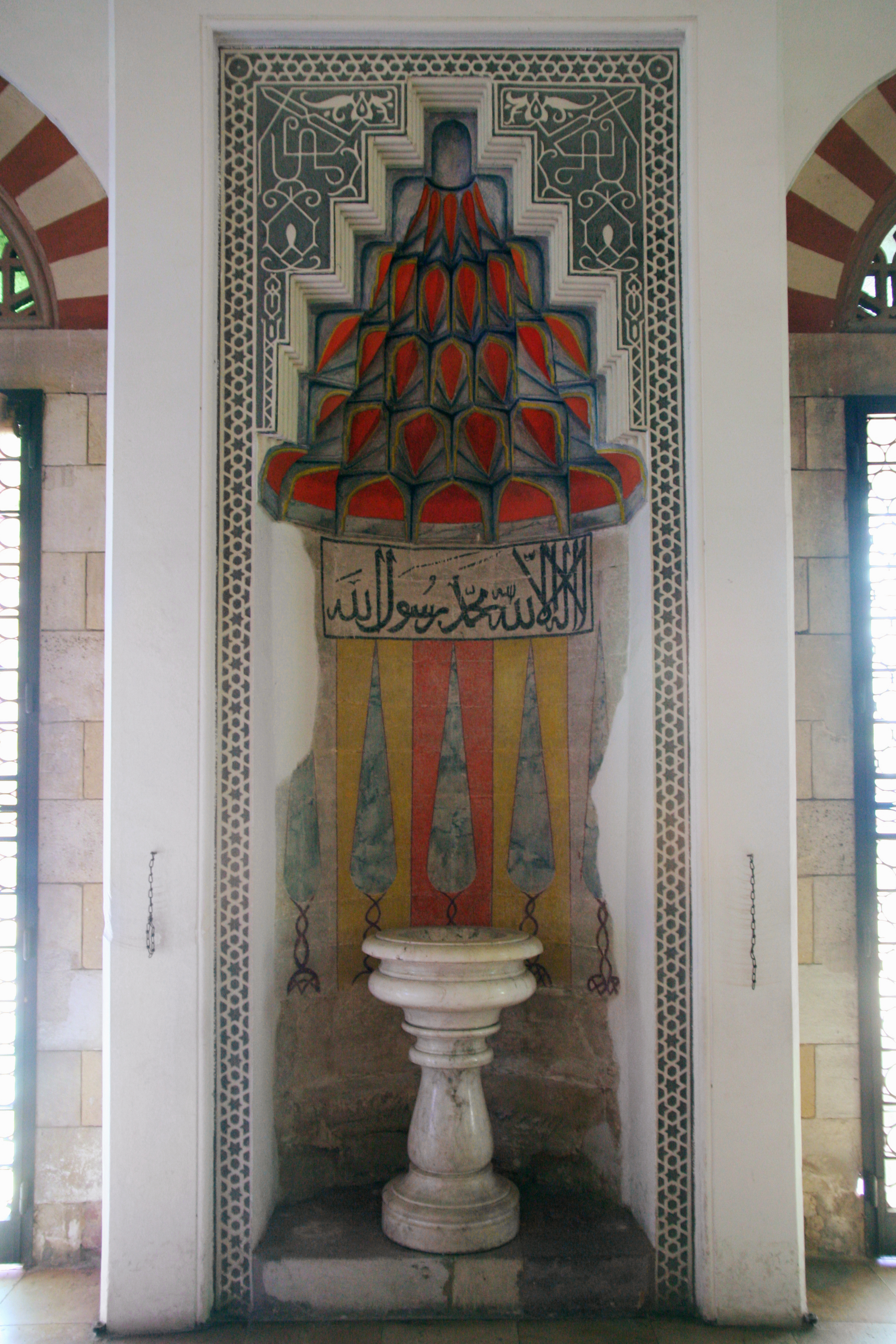
Sztalaktitboltozat
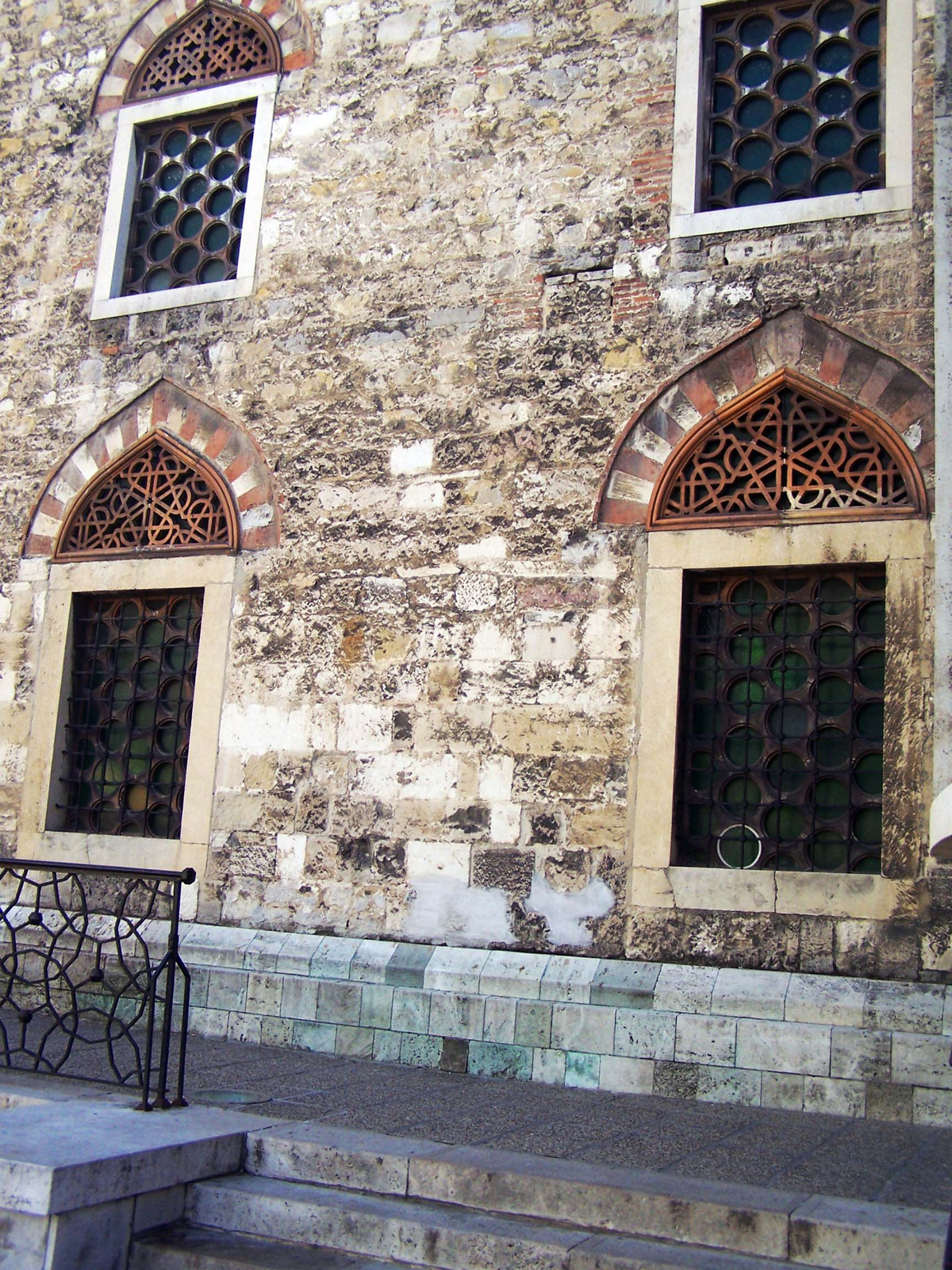
A templom ablakai
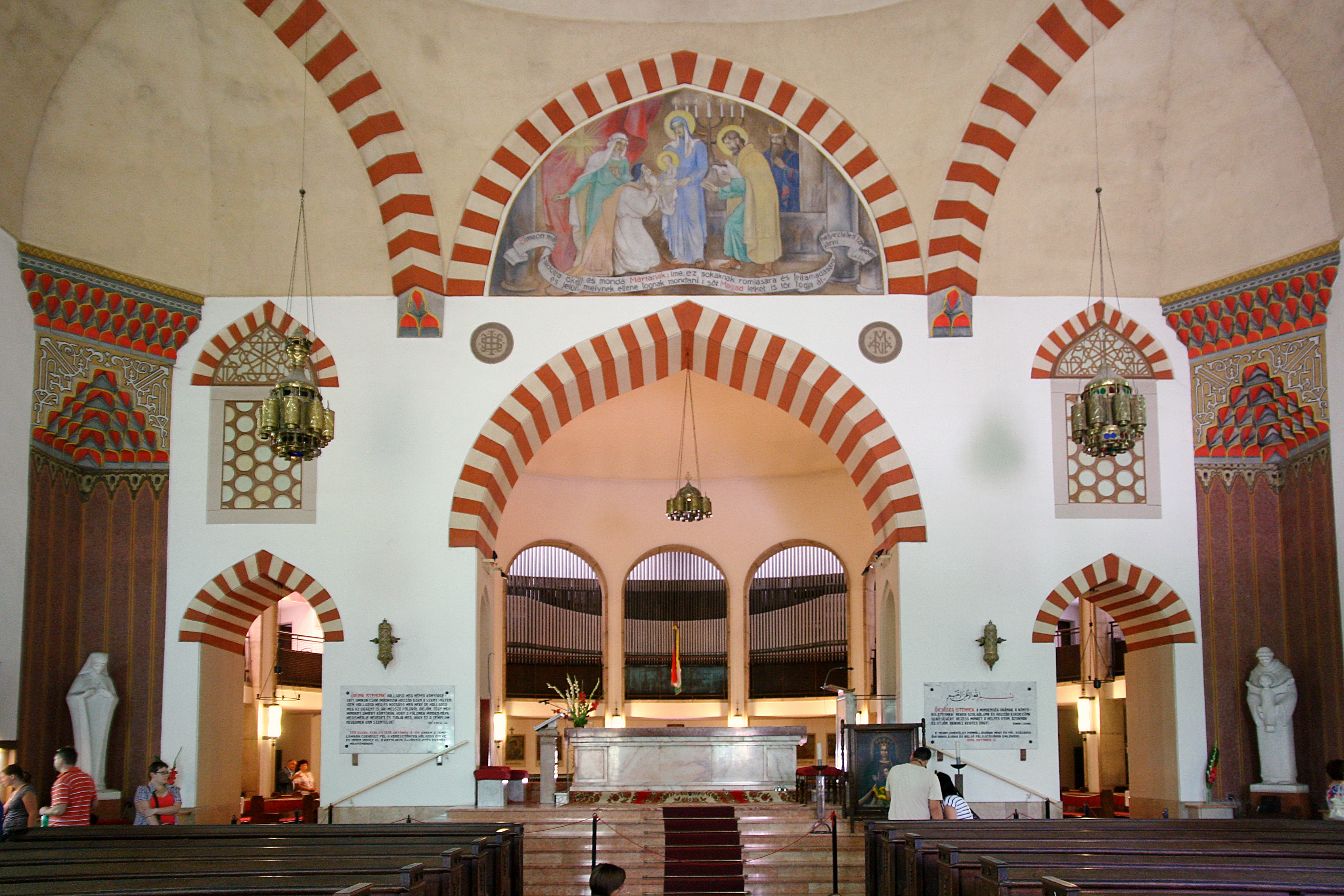
A templom belseje
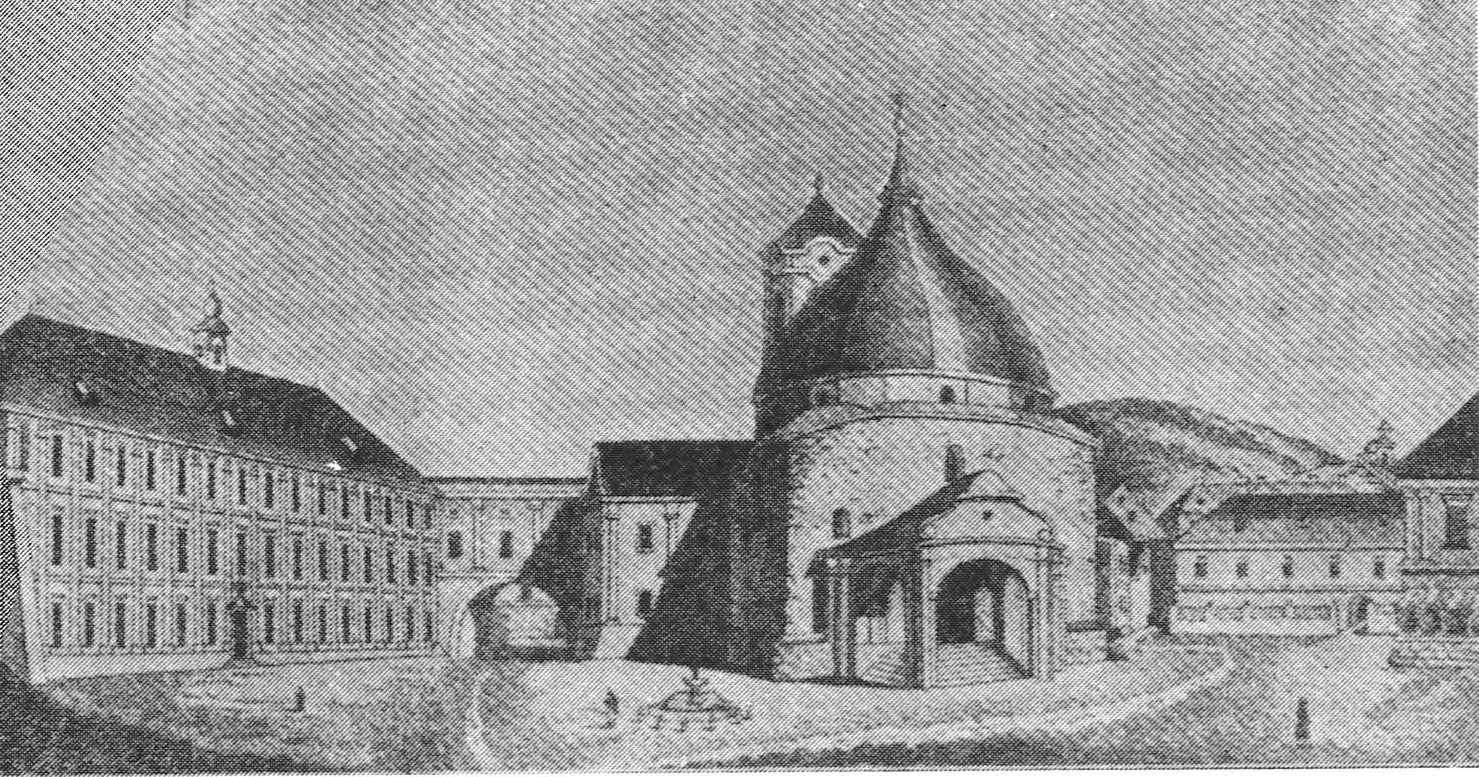
A templom a 19. század elején
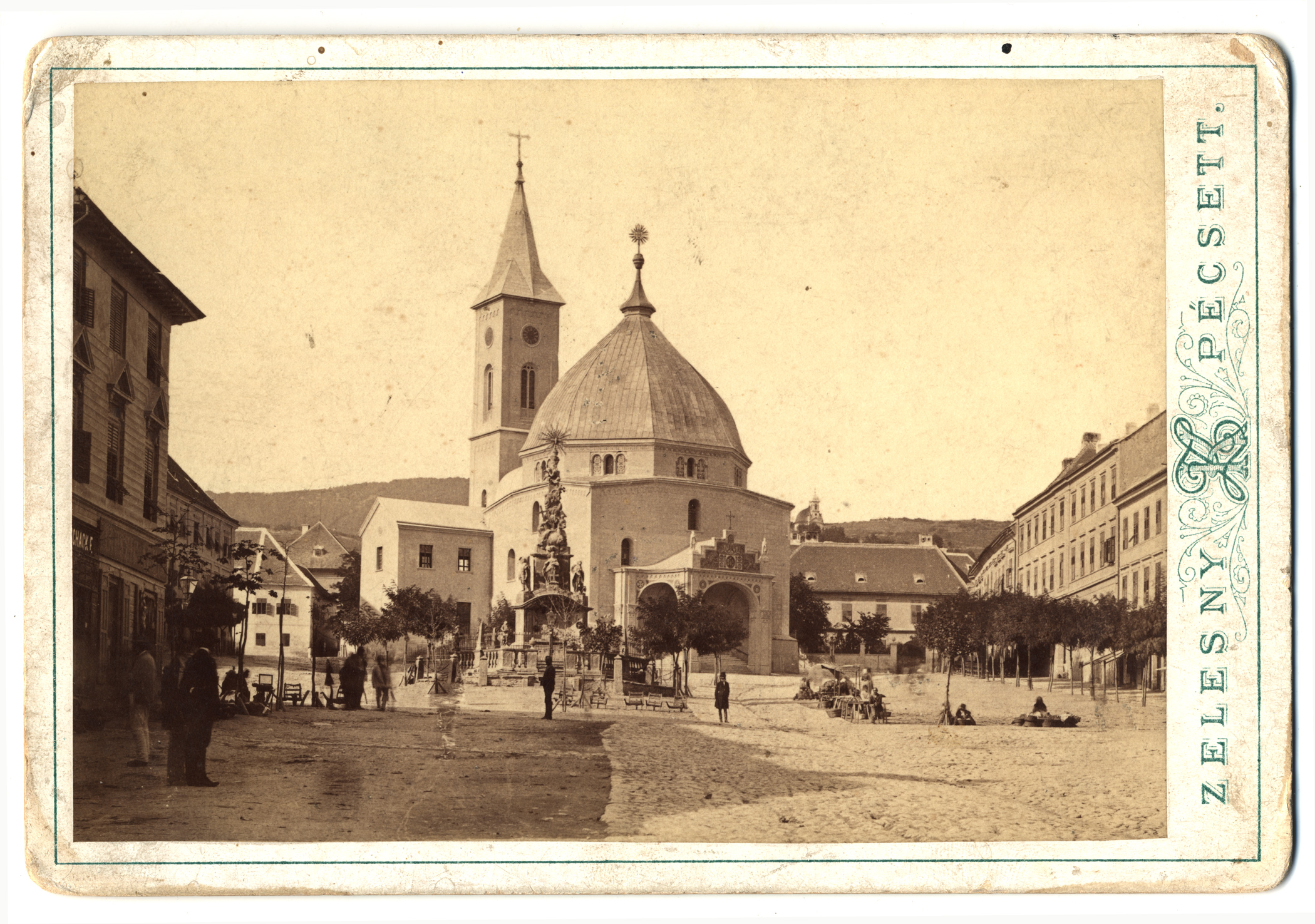
A templom az 1880-as években
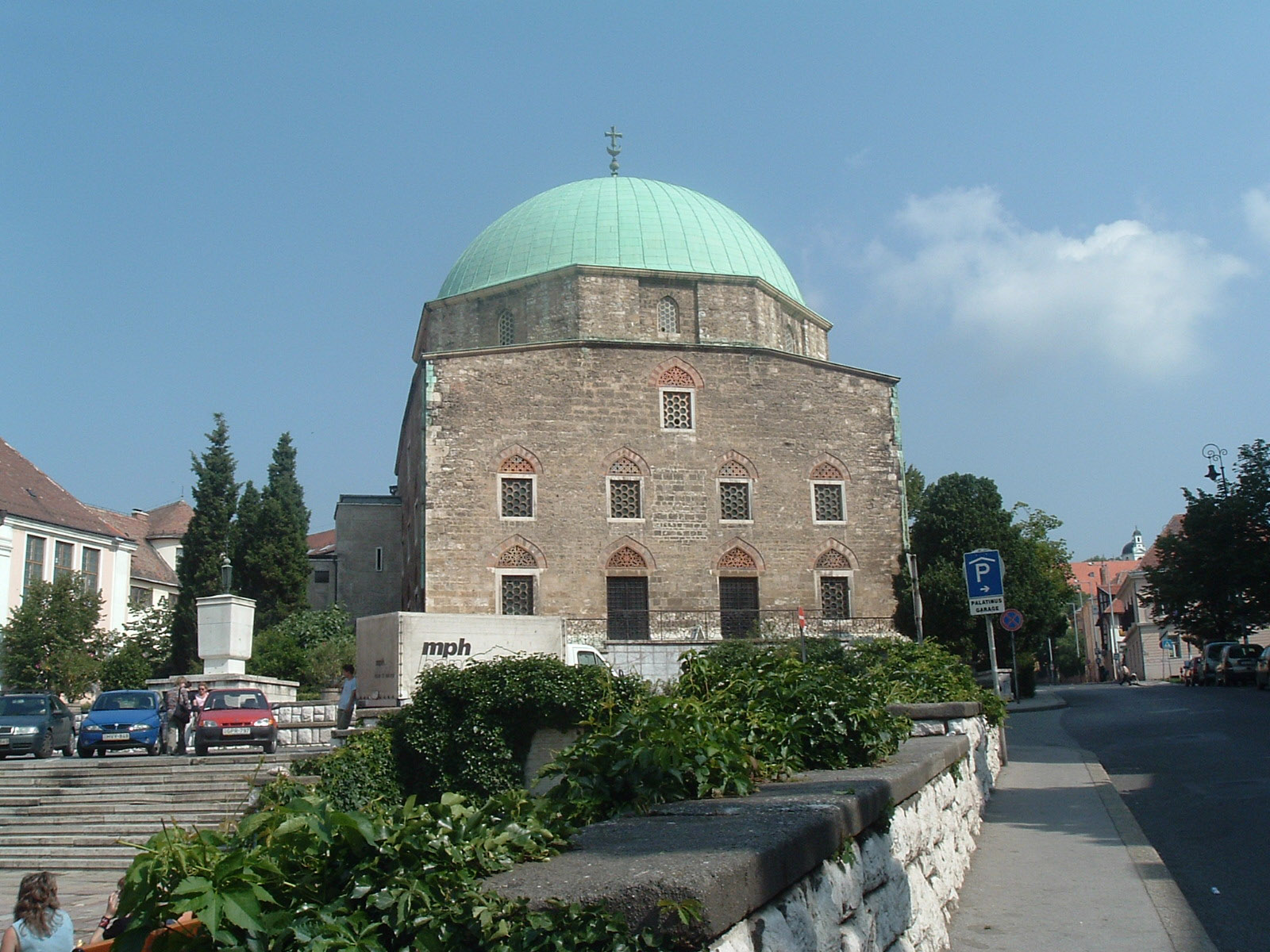
A templom a felújítás előtti Széchenyi téren
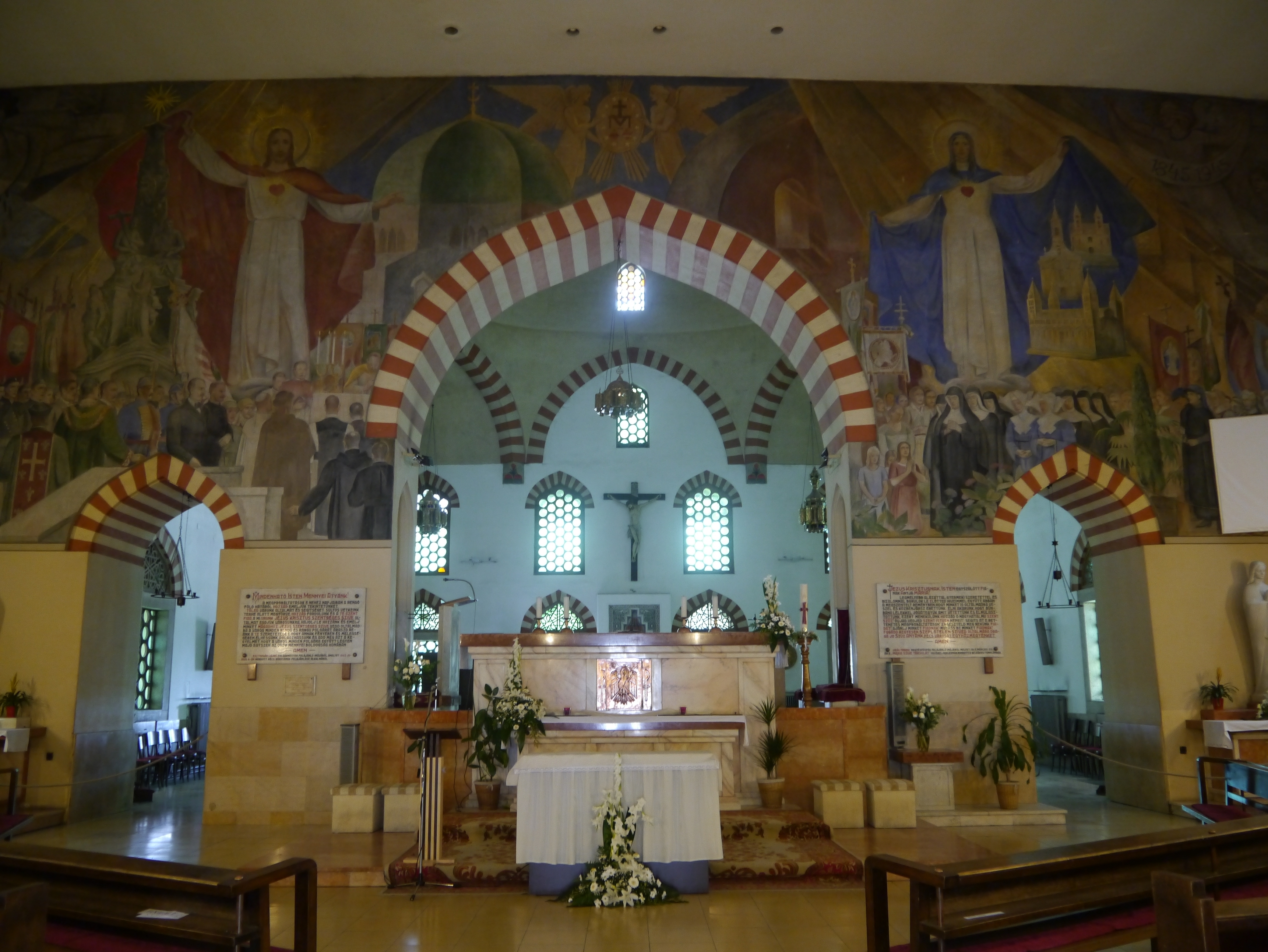
A templom belső tere
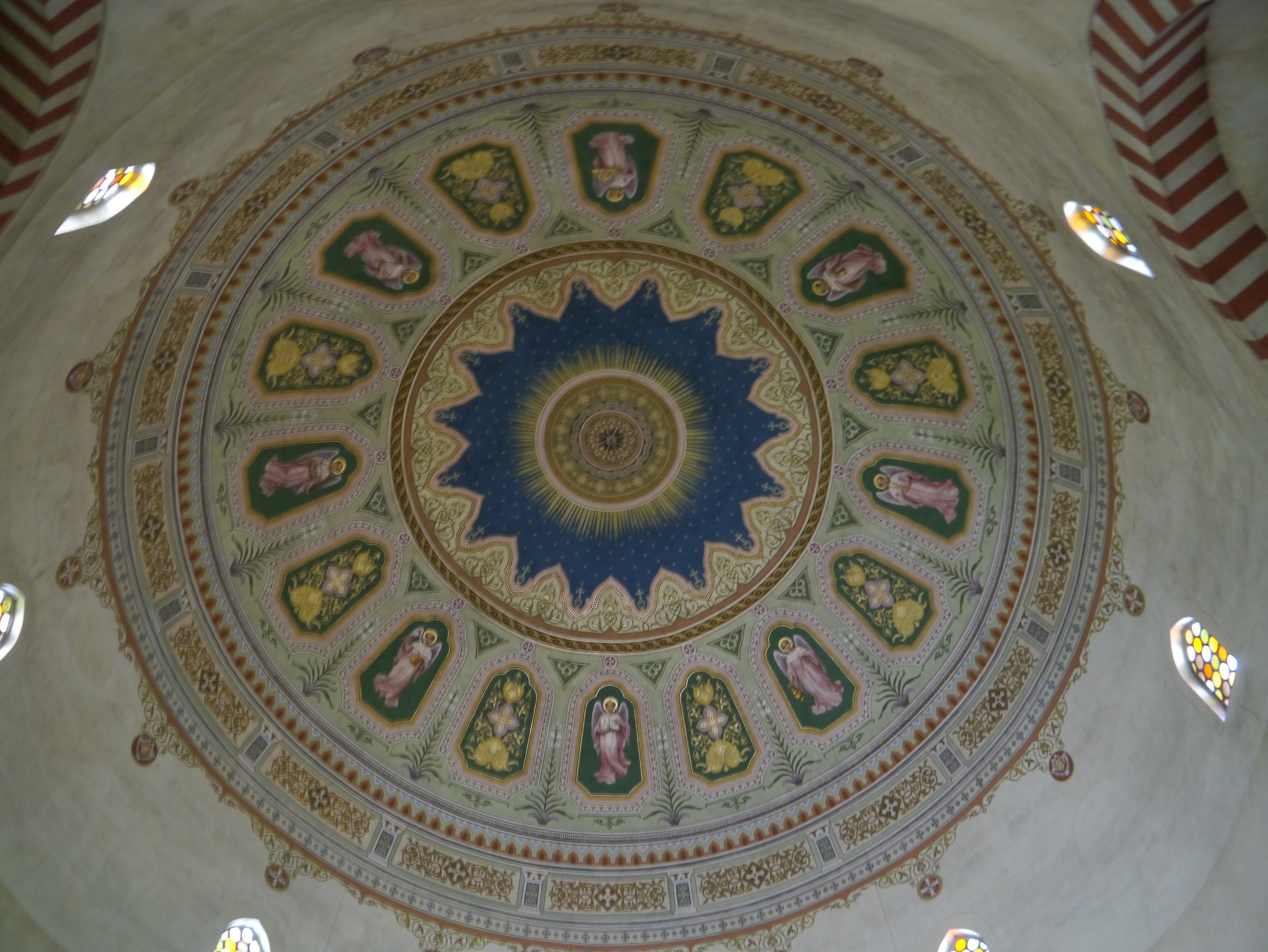
Kupola
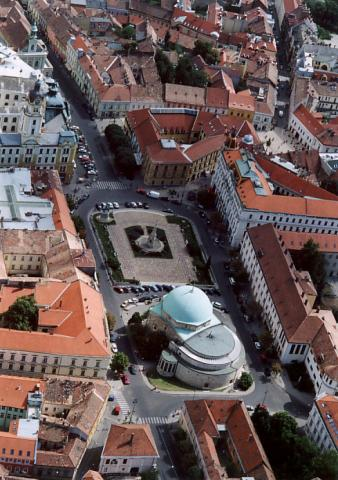
Légi felvétel
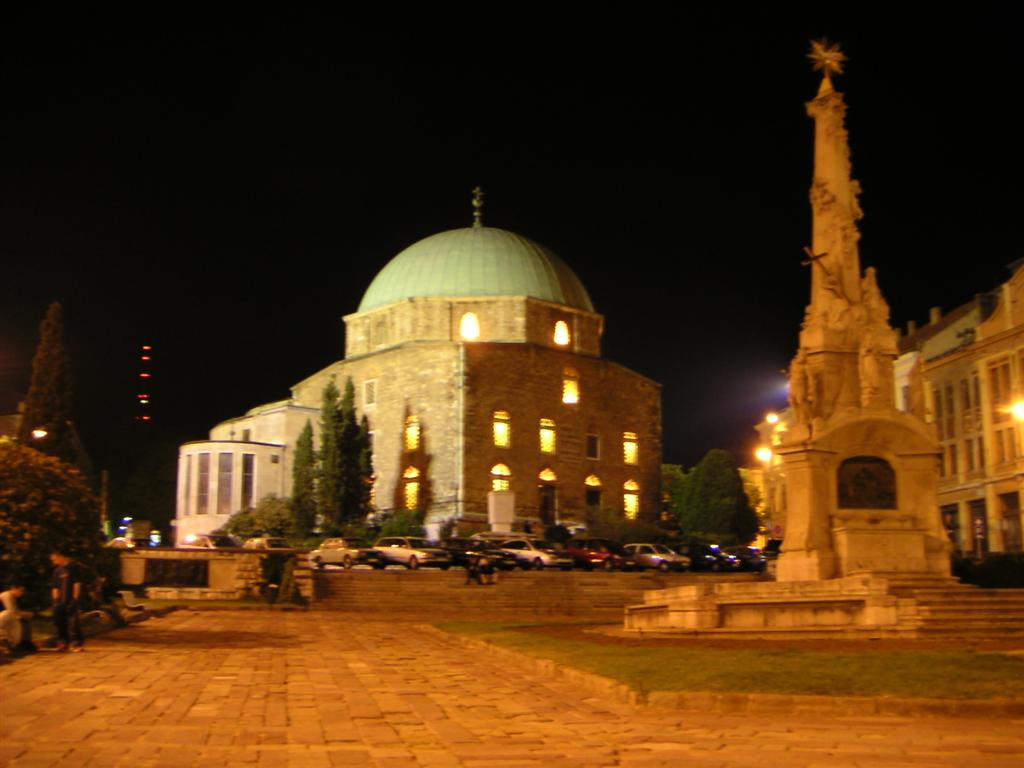
Éjszakai díszkivilágítás
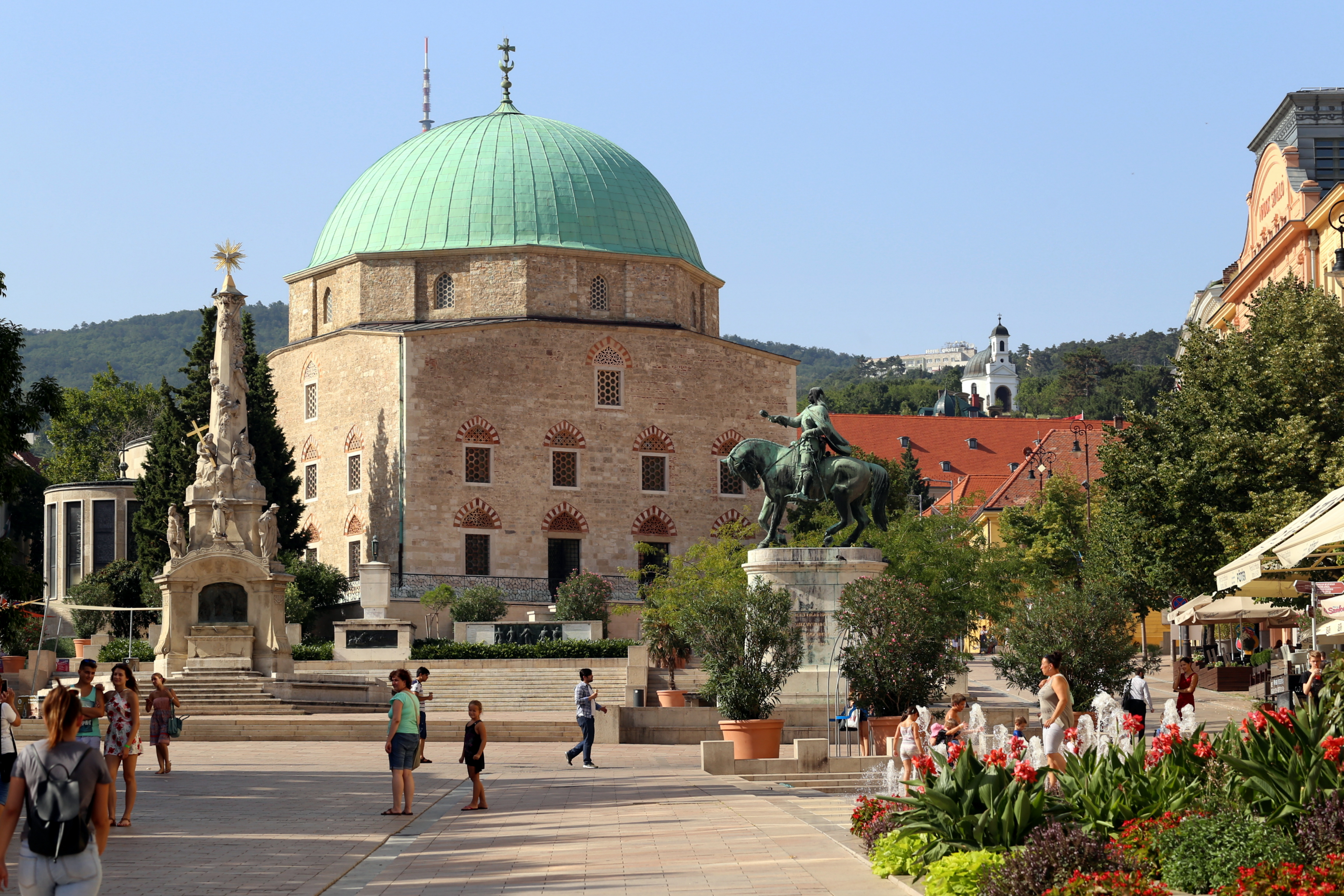
Látkép, 2017
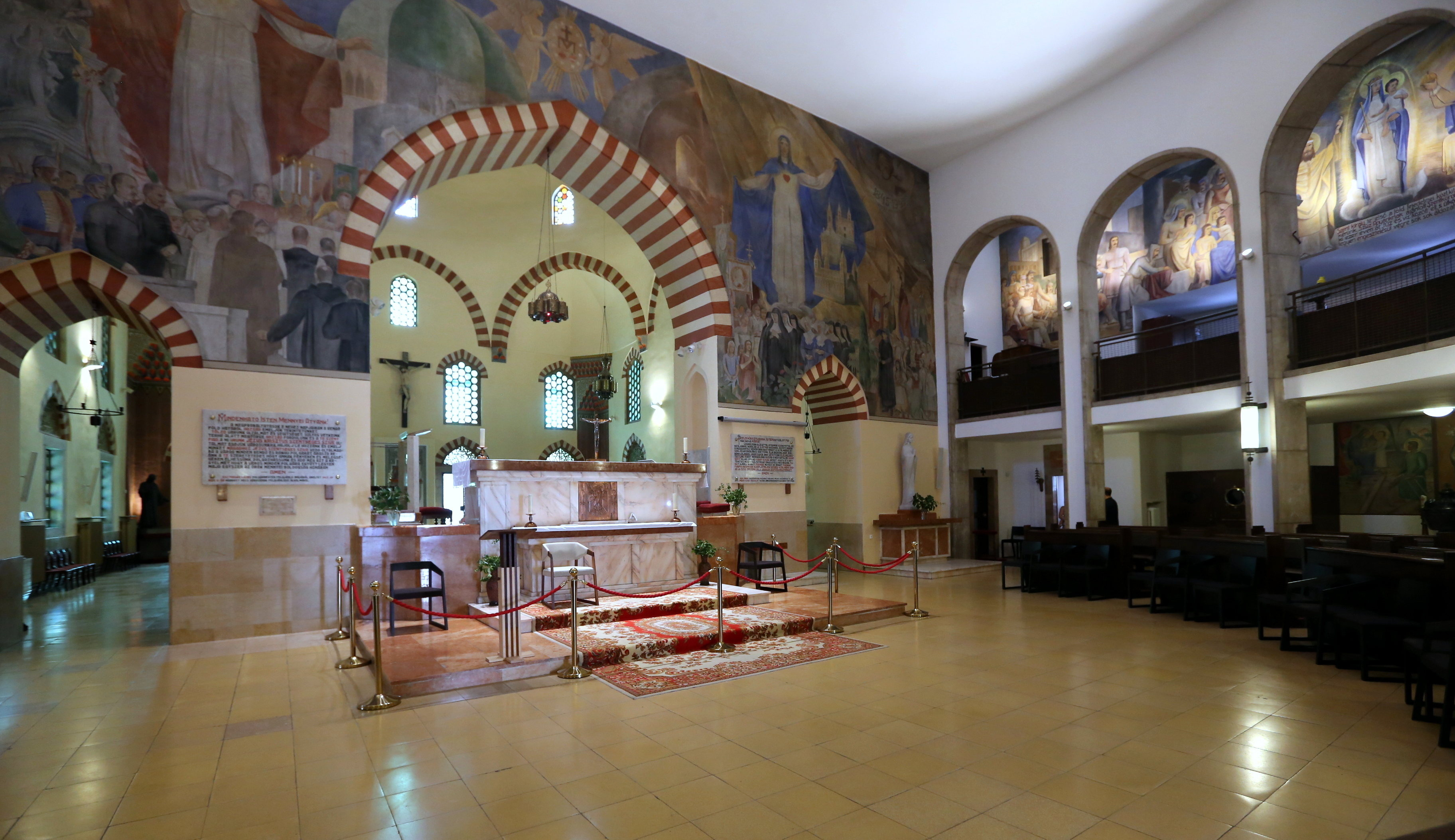
A kereszténnyé alakított dzsámi szentélye
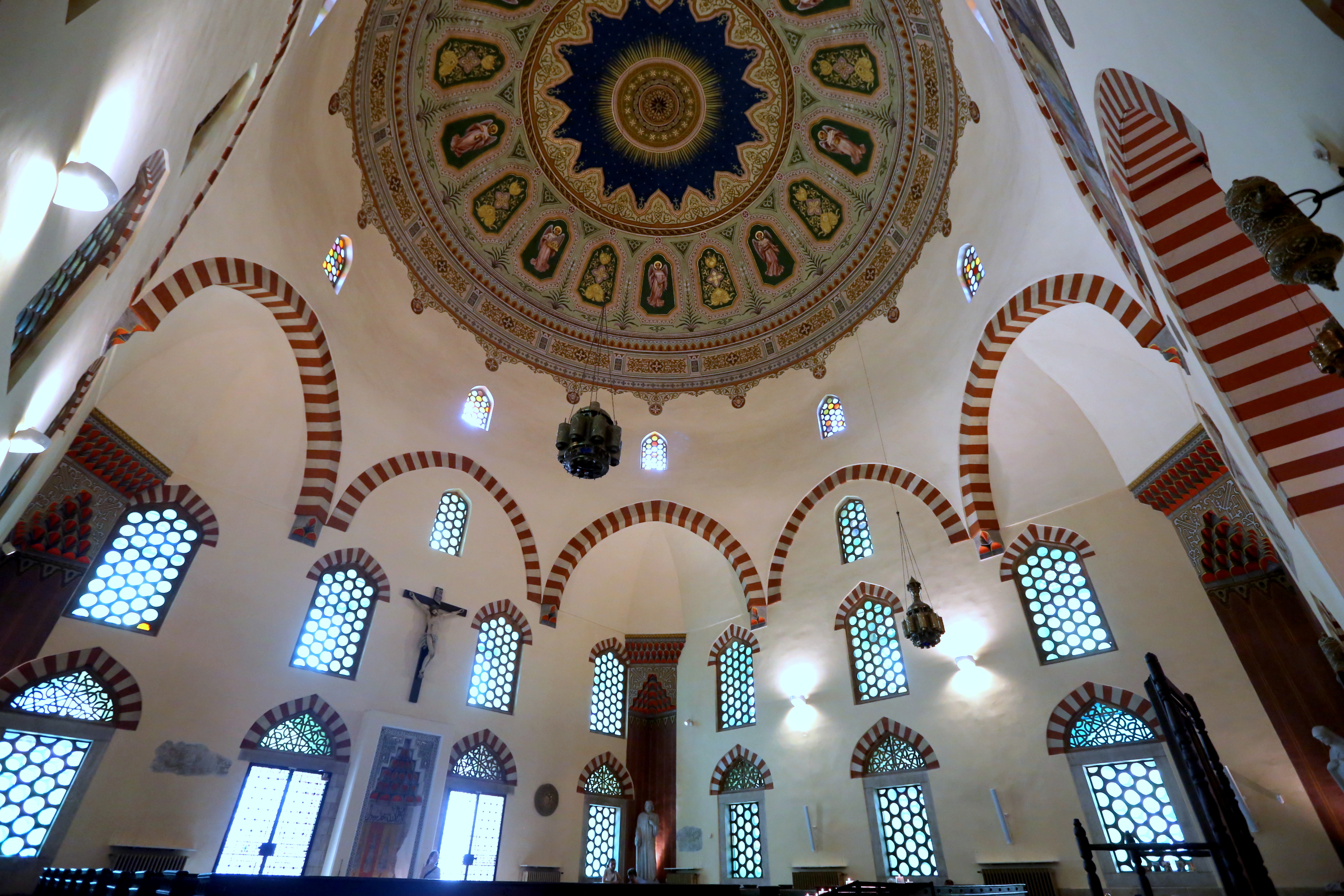
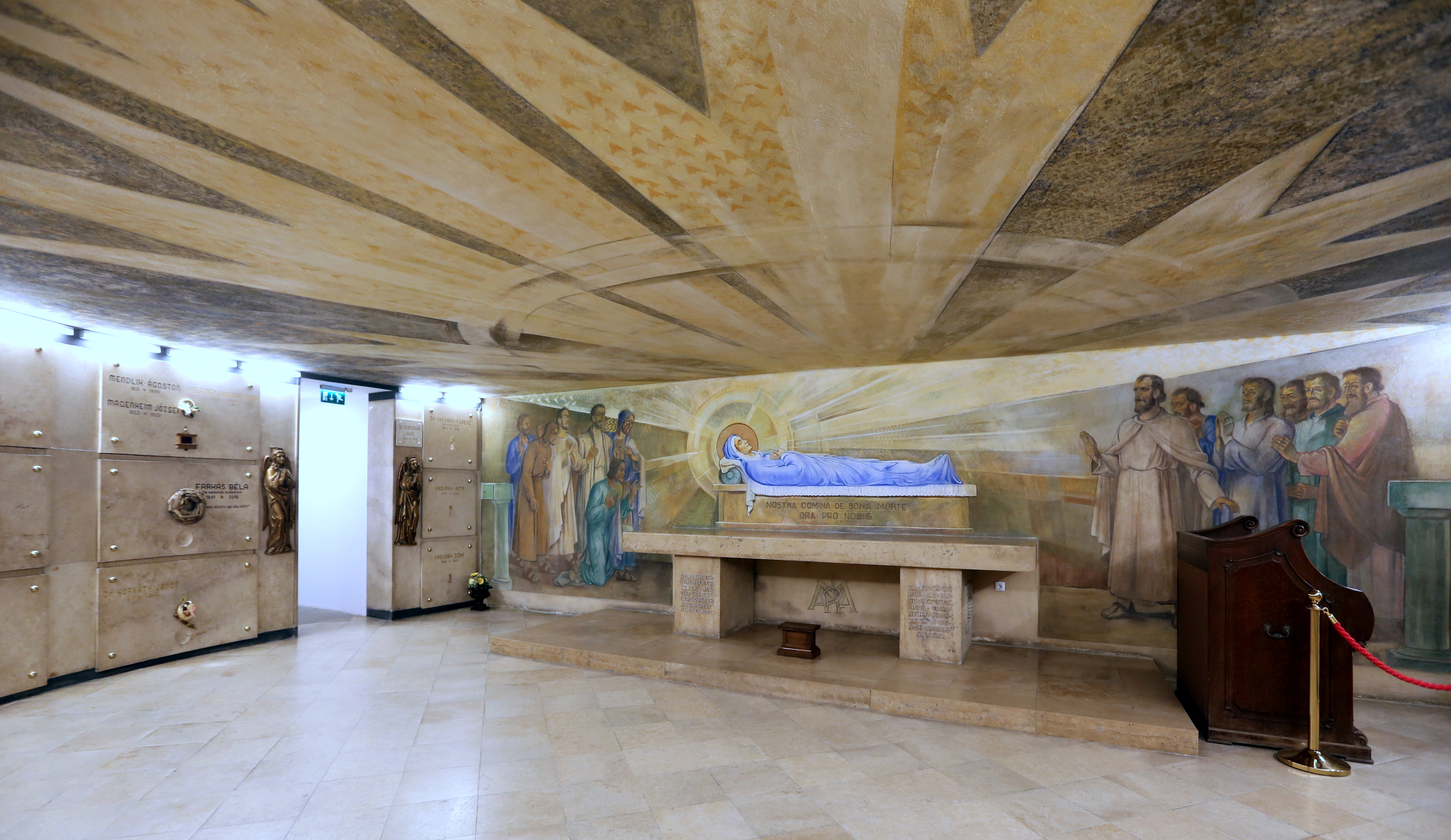
Altemplom
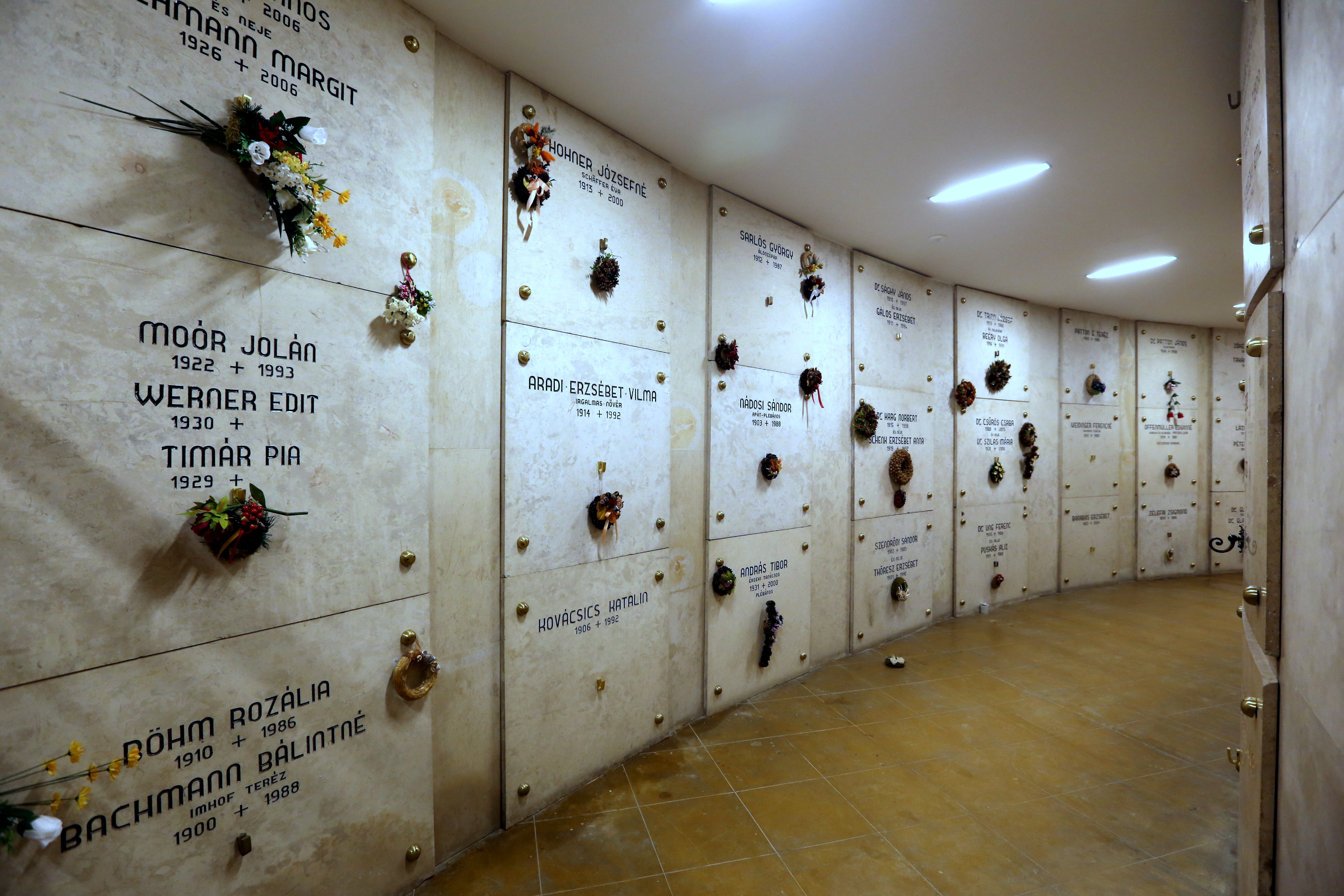
Altemplom
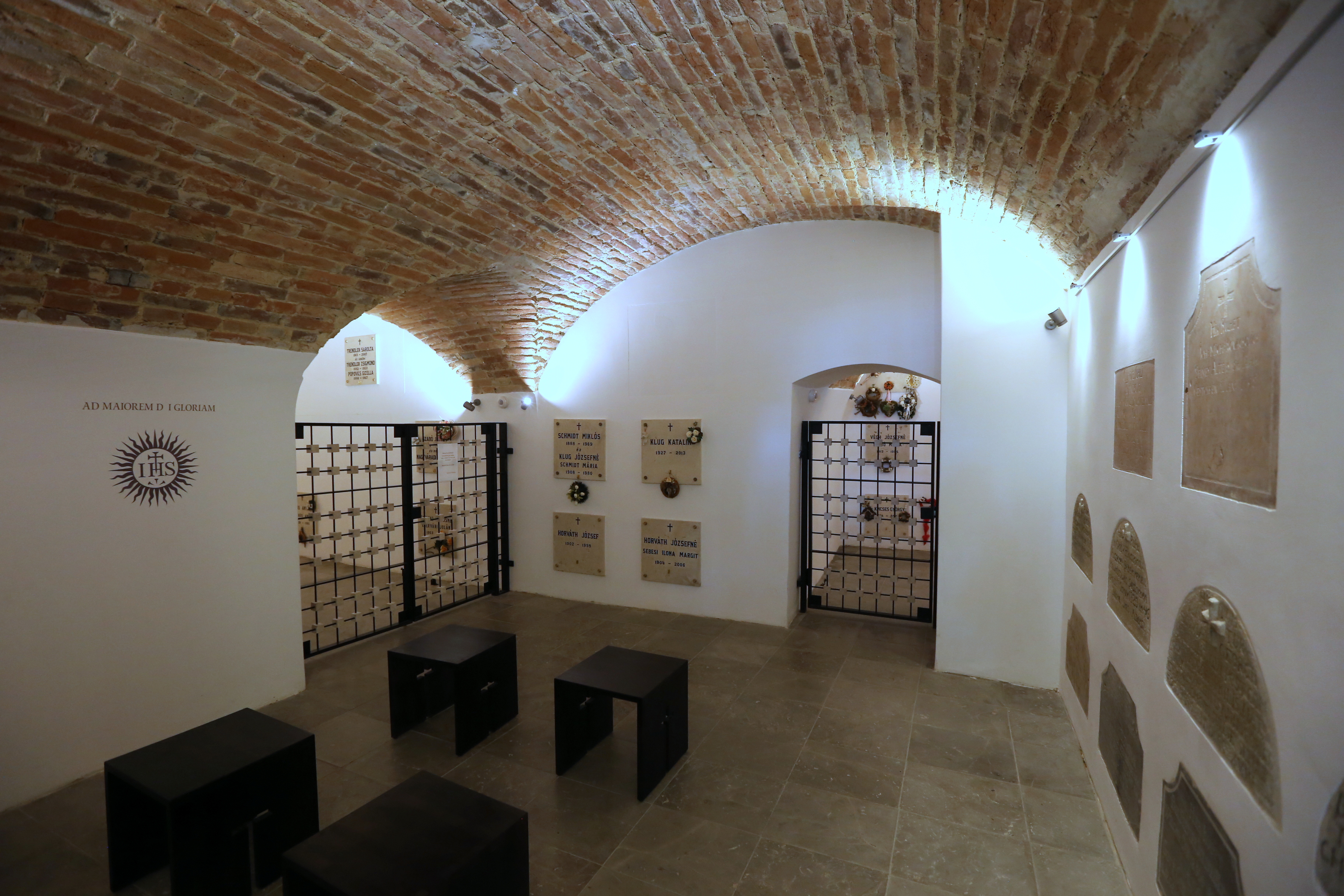
Altemplom
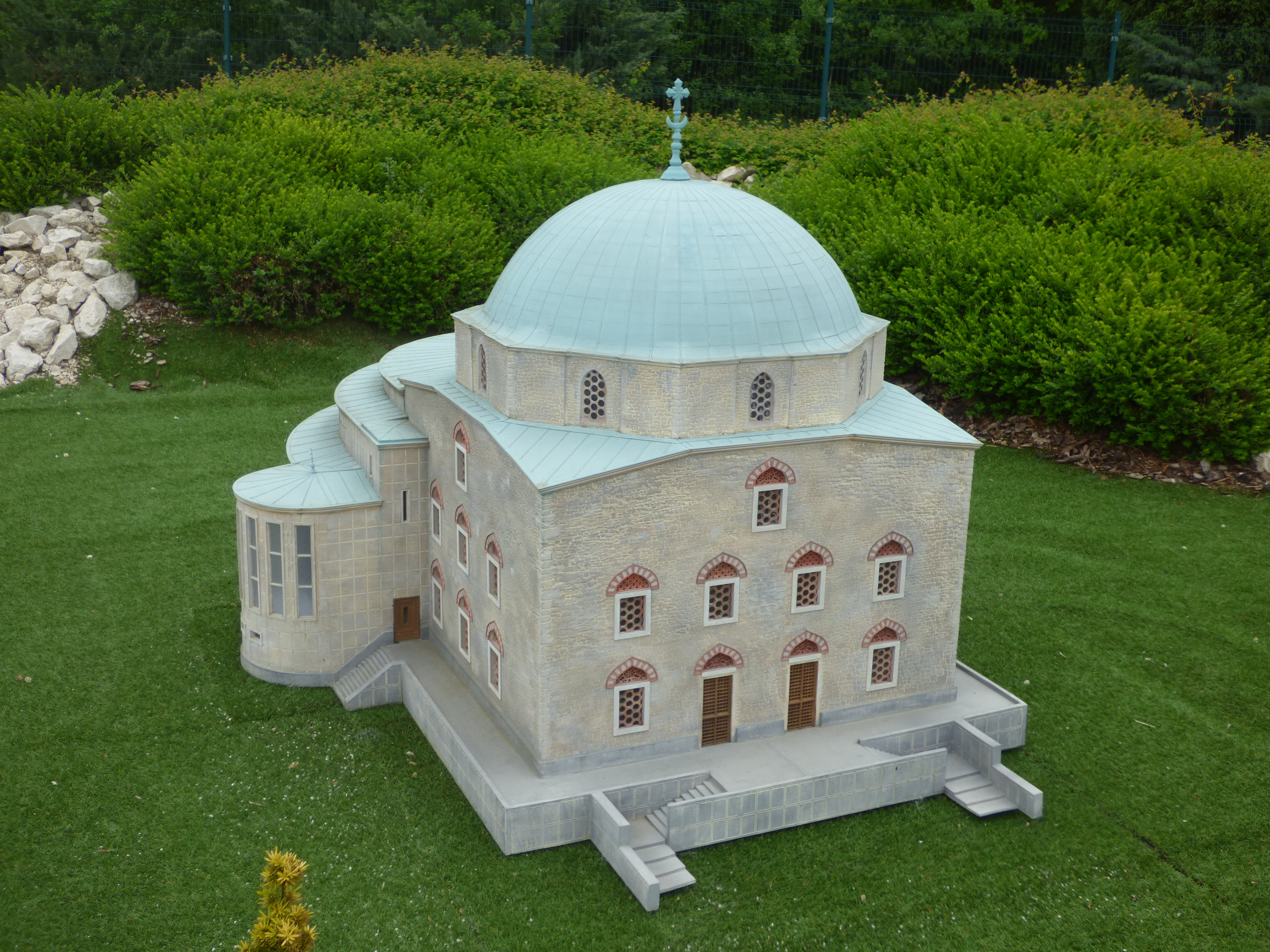
Makettje a szarvasi Mini Magyarország gyűjteményében

### Weboldalak
- Terebess Ázsia-lexikon
- A dzsámi 1:25 arányú makettje